# اميد أباد قاضي (درميان)
امید أباد قاضي (بالفارسية: عمیدآباد قاضی) هي مستوطنة تقع في إيران في قسم درمیان الريفي. يقدر عدد سكانها بـ 16 نسمة .